# Eugen Truția
Eugen Truția (n. 12 august 1879, Reghin – d. 12 aprilie 1968, Reghin) a fost un deputat în Marea Adunare Națională de la Alba Iulia, organismul legislativ reprezentativ al „tuturor românilor din Transilvania, Banat și Țara Ungurească”, cel care a adoptat hotărârea privind Unirea Transilvaniei cu România, la 1 decembrie 1918.:p. 77

## Biografie
Eugen Truția, născut în orașul Reghin, comitatul Mureș, a urmat studiile la Facultatea de Drept și Științe Politice din cadrul Universității din Budapesta. Devine avocat în Reghin și membru al Despărțământului Reghin al Astrei. Face parte ca membru și din Consiliul Național din Reghin. Este comandant al Gărzii Naționale din localitatea sa natală. După anul 1918, Eugen Truția ocupă și funcția de notar public, prefect și membru al Partidului Poporului, al P.N.R. și apoi al P.N.Ț. Decedează la Reghin la data de 12 aprilie 1968.

## Activitatea politică
A fost ales ca delegat al Reuniunii Cununa Sf. Maria a femeilor române unite din Reghin, la Marea Adunare Națională de la Alba Iulia de la 1 decembrie 1918.:p.268